# Rubirizi (vattendrag i Burundi, Muyinga)
Rubirizi är ett vattendrag i Burundi.   Det ligger i provinsen Muyinga, i den norra delen av landet, 130 kilometer nordost om huvudstaden Bujumbura.
Omgivningarna runt Rubirizi är en mosaik av jordbruksmark och naturlig växtlighet. Runt Rubirizi är det tätbefolkat, med 343 invånare per kvadratkilometer.